# O duminică de pomină
O duminică de pomină (engleză: First Sunday) este un film american de comedie din 2008 produs, scris și regizat de David E. Talbert, care debutează ca regizor cu acest film. În film apar Ice Cube, Katt Williams, Tracy Morgan, Loretta Devine, Michael Beach, Keith David și Regina Hall.

## Povestea
Filmul prezintă peripețiile lui Durell (Ice Cube) și LeeJohn (Tracy Morgan) din Baltimore, Maryland, doi infractori fără scrupule (dar nu foarte inteligenți) care încearcă să jefuiască o biserică.